# Hüttl Kálmán

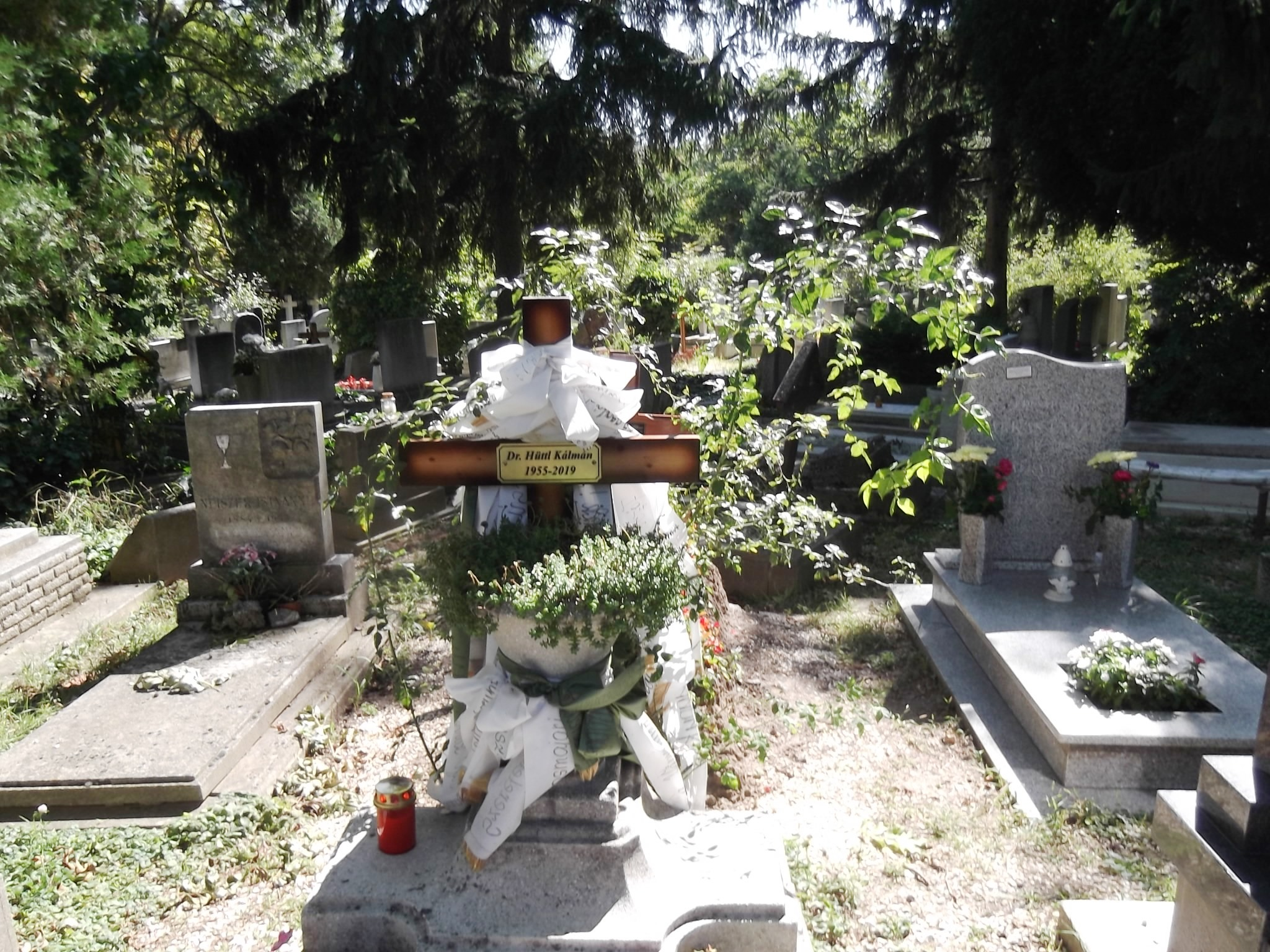
Hüttl Kálmán (1955-2019) sírja a Farkasréti Temetőben

Hüttl Kálmán (Budapest, 1955. február 4. – Budapest, 2019. március 5.) magyar orvos, sebész, radiológus, egyetemi tanár; az orvostudományok kandidátusa (1996), az orvostudományok doktora (2003).

## Élete
1979-ben a Semmelweis Orvostudományi Egyetem Általános Orvos Karán szerzett diplomát. 1979 és 1981 között a SOTE Radiológiai Klinikáján klinikai orvos volt. 1982-től haláláig a SOTE Ér- és Szívsebészeti Klinikáján (Városmajori Szív- és Érgyógyászati Klinika) dolgozott. 1987-től a Központi Radiológiai Diagnosztikai Intézetben is dolgozott. 1996-ban az orvostudományok kandidátusa, 2003-ban a doktora lett. 2006-ban egyetemi tanári kinevezést kapott. 2008-ban a Kardiológiai Központ igazgatóhelyettese volt. A Magyar Marfan Alapítvány alapító tagja és kuratóriumi tagja volt. Fő kutatási területe az angiográfiás vizsgálatok, az endovasculáris terápia. 1985–86-ban a Harvard Egyetemen volt ösztöndíjas. 1988-ban a Grazi Egyetemen volt WHO ösztöndíjas.

## Családja
Semmelweis Ignác egyenes ági leszármazottja volt. Nagyapja id. Hüttl Tivadar (1884–1955), édesapja ifj. Hüttl Tivadar (1919–1990) sebészek voltak.

## Díjai, elismerései
- a Magyar Érdemrend tisztikeresztje (2016)